# Asim Munir
Syed Asim Munir Ahmed Shah (Rawalpindi, Punyab, Pakistán Occidental; 1968) es un oficial militar pakistaní que actualmente se desempeña como el 11.º jefe del Estado Mayor del Ejército de Pakistán desde 2022.
Antes de ser nombrado comandante del ejército, fue destinado al Cuartel General del Ejército (GHQ) como intendente general.
Comandó el XXX Cuerpo en Gujranwala desde el 17 de junio de 2019 hasta el 6 de octubre de 2021. Se desempeñó como el 28.º director general del Inter-Services Intelligence (ISI) hasta que fue reemplazado por el teniente general Faiz Hameed el 16 de junio de 2019. Munir recibió la Espada de Honor por su desempeño como cadete en la Escuela de Formación de Oficiales (OTS) en Mangla.

## Primeros años y formación
Syed Asim Munir Ahmed Shah nació en 1968 en Rawalpindi, Pakistán Occidental (actual Pakistán), en el seno de una familia musulmana de origen punyabí, cuyos antecedentes familiares se remontan a Jalandhar, en la región del Punyab, India. Sus padres emigraron a Pakistán tras la partición de la India en 1947, estableciéndose inicialmente en Toba Tek Singh antes de asentarse definitivamente en el barrio de Dheri Hassanabad, en Rawalpindi.
Su padre, Syed Sarwar Munir, se desempeñó como director de la Escuela Técnica Secundaria FG de Lalkurti, además de ejercer funciones religiosas como imán de la mezquita Masjid-al-Quraish, ubicada en Dheri Hassanabad, donde frecuentemente pronunciaba el jutba (sermón) de los viernes. Munir tiene dos hermanos, Syed Qasim Munir y Syed Hashim Munir, uno de los cuales es docente en una escuela pública.
Inició su formación religiosa en la madraza tradicional Markazi Madrasah Dar-ul-Tajweed, en Rawalpindi. Durante su juventud también practicó el críquet, desempeñándose como lanzador rápido.
Inició su carrera militar en la Academia Militar de Pakistán (Pakistan Military Academy), ubicada en Kakul, tras lo cual cursó estudios en la Escuela de Formación de Oficiales (Officers Training School, OTS) de Mangla. A lo largo de su trayectoria profesional, completó formación avanzada en el Colegio de Comando y Estado Mayor (Command and Staff College) de Quetta; en el Colegio de las Fuerzas Armadas de Malasia, en Kuala Lumpur; en la Escuela de Inteligencia Militar de Pakistán; y en la Universidad de Defensa Nacional, en Islamabad, donde obtuvo un MPhil (Master of Philosophy) en políticas públicas y gestión de seguridad estratégica. También asistió a la Escuela Fuji, en Japón.

## Trayectoria militar

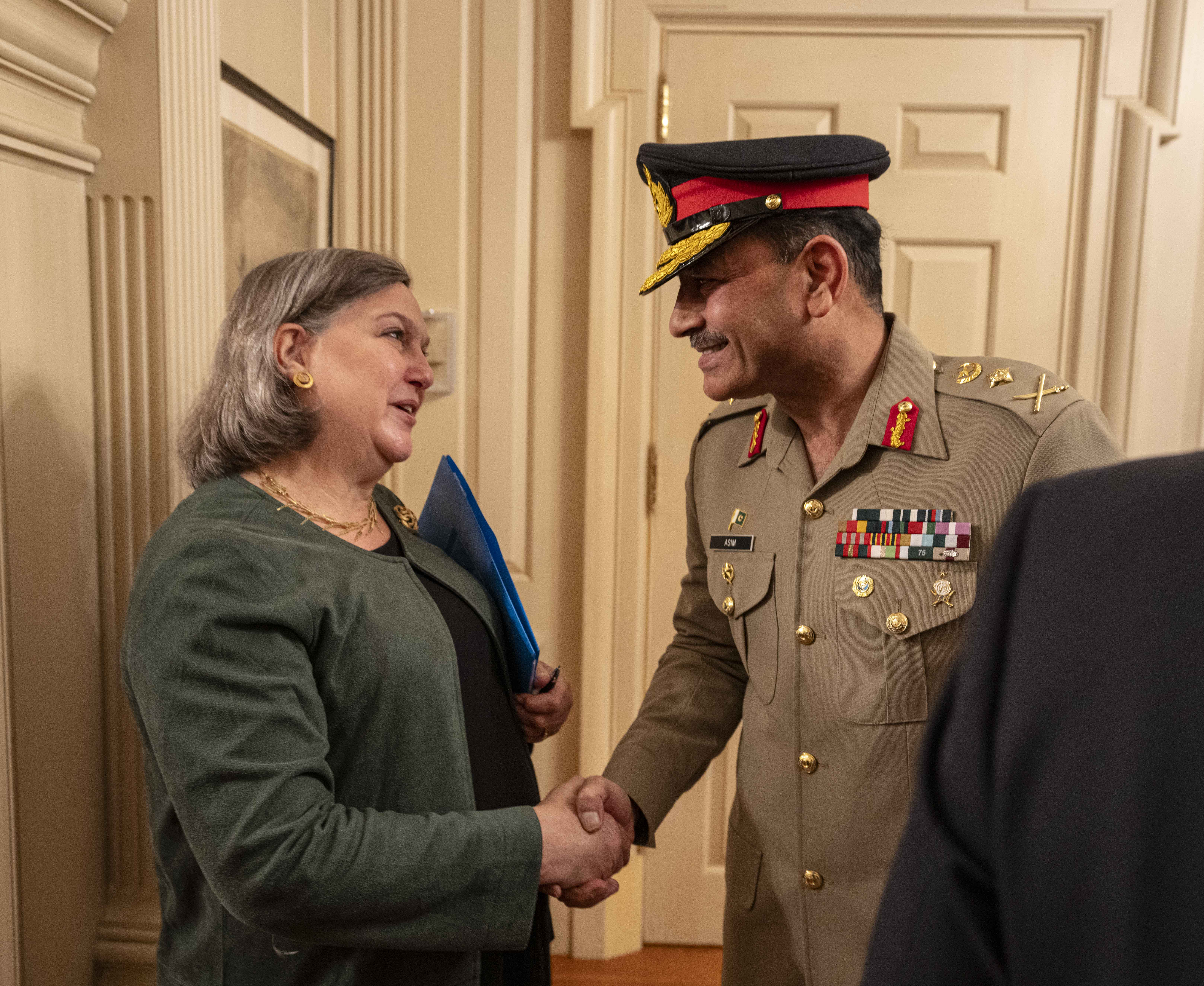
Munir junto a la subsecretaria interina Victoria Nuland en el Departamento de Estado de los Estados Unidos, Washington D. C., 14 de diciembre de 2023..

Munir integró el 17.º curso de la Escuela de Formación de Oficiales (Officers Training School, OTS) en Mangla, siendo posteriormente comisionado en el 23.º Batallón del Regimiento de la Fuerza Fronteriza. Inició formalmente su carrera en el Ejército de Pakistán el 25 de abril de 1986.
Durante su etapa como teniente coronel, fue destinado a Riad, Arabia Saudita, en el marco de la cooperación bilateral en materia de defensa entre Pakistán y Arabia Saudita. Asimismo, prestó servicios operacionales en el glaciar Siachen, una de las zonas más exigentes del despliegue militar pakistaní.
En el grado de brigadier, ejerció funciones como jefe del Estado Mayor del I Cuerpo de Ataque, con base en Mangla, y asumió el mando de una brigada de infantería desplegada en las Áreas Septentrionales del país. Fue promovido a general de división en 2014, asumiendo el comando de las Fuerzas del Comando del Norte (Northern Command Forces) en dicha región.
En 2016, fue designado director general de la Inteligencia Militar del Ejército de Pakistán. Dos años más tarde, en marzo de 2018, fue condecorado con el Hilal-i-Imtiaz (Creciente de Excelencia).
Ascendido a teniente general en septiembre de 2018, Munir fue nombrado director general del Inter-Services Intelligence (ISI), la principal agencia de inteligencia del país. Permaneció en el cargo hasta junio de 2019, cuando fue relevado por el teniente general Faiz Hameed. Ese mismo año, asumió el comando del XXX Cuerpo del Ejército de Pakistán, con base en Gujranwala.
Entre 2021 y noviembre de 2022, se desempeñó en el Cuartel General del Ejército (GHQ) como intendente general del Ejército de Pakistán, supervisando funciones logísticas y administrativas a nivel estratégico. En noviembre de 2022, fue promovido al rango de general de cuatro estrellas y designado como jefe del Estado Mayor del Ejército, en sucesión de Qamar Javed Bajwa.
Al momento de su nombramiento como comandante en jefe, Munir era el teniente general con mayor antigüedad en el escalafón militar. En diciembre de 2022, recibió la condecoración Nishan-i-Imtiaz (Orden de la Excelencia) de manos del presidente Arif Alvi, en una ceremonia oficial celebrada en el Aiwan-e-Sadr, con la presencia del primer ministro Shehbaz Sharif, diplomáticos, parlamentarios y miembros del gabinete federal.
Munir es el tercer oficial galardonado con la Espada de Honor que alcanza el cargo de jefe del Ejército, tras Asif Nawaz Janjua y Jehangir Karamat. Además, es el único jefe militar pakistaní que ha estado al frente de las dos principales agencias de inteligencia del país: la Dirección de Inteligencia Militar y la ISI.
A lo largo de su carrera, ha ocupado las siguientes posiciones de alto mando:
- Comandante de la Fuerza de Comando del Norte (2014-2016)

- Director general de Inteligencia Militar (2016-2018)

- Director general de la Inter-Services Intelligence (2018-2019)

- Comandante del XXX Cuerpo en Gujranwala (2019-2021)

- Intendente general del Ejército de Pakistán (2021-2022)

- Jefe del Estado Mayor del Ejército de Pakistán (desde noviembre de 2022).